# Pseudophorellia confluens
Pseudophorellia confluens är en tvåvingeart som beskrevs av Allen L.Norrbom 2006. Pseudophorellia confluens ingår i släktet Pseudophorellia och familjen borrflugor.
Artens utbredningsområde är Venezuela. Inga underarter finns listade i Catalogue of Life.